# Kanton Blain
Kanton Blain (fr. Canton de Blain) je francouzský kanton v departementu Loire-Atlantique v regionu Pays de la Loire. Tvoří ho pět obcí.

## Obce kantonu
- Blain
- Bouvron
- Fay-de-Bretagne
- Le Gâvre
- Notre-Dame-des-Landes